# Экспрессионизм

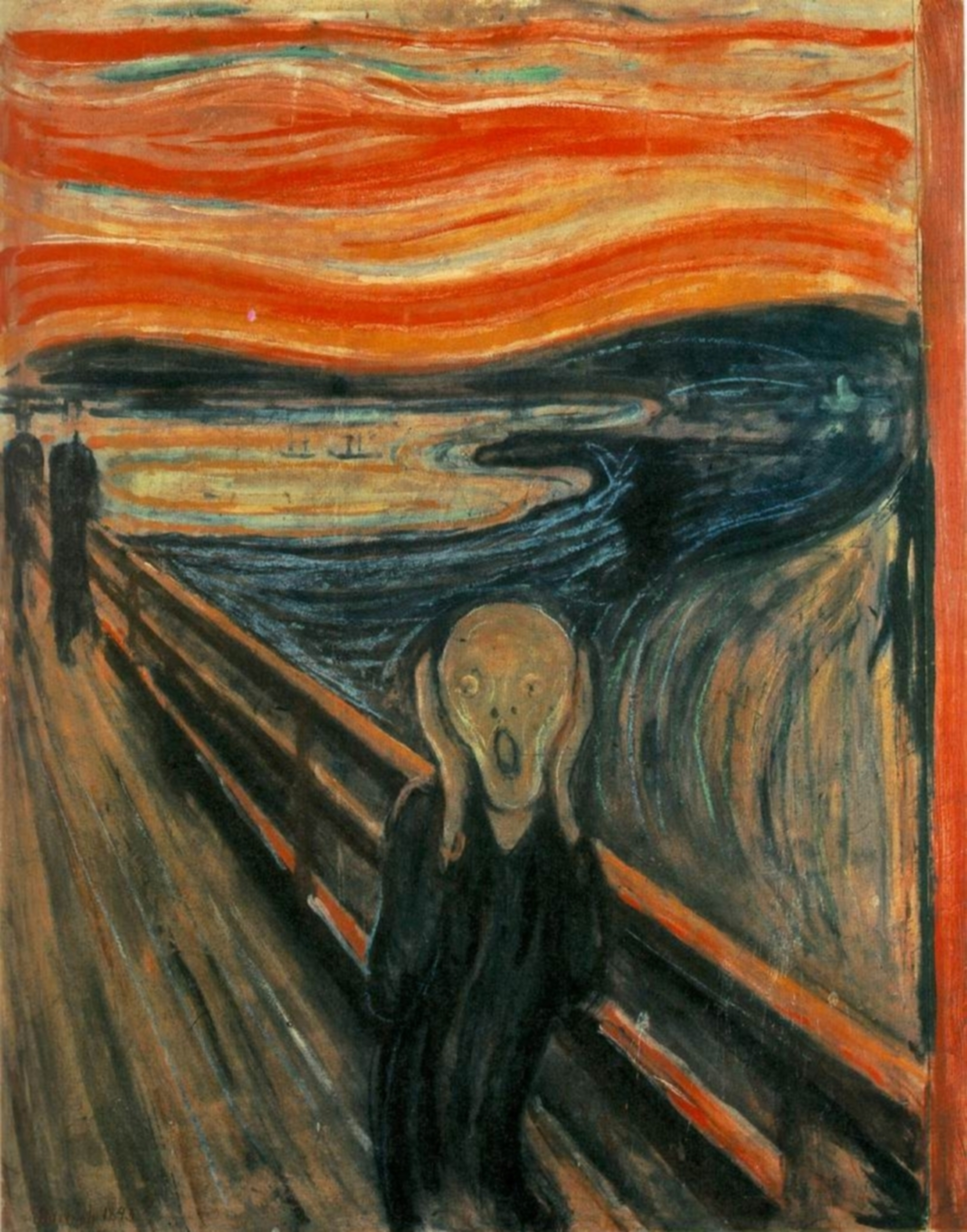
«Крик» норвежского художника Эдварда Мунка (1893) — своеобразная витрина искусства экспрессионизма

Экспрессиони́зм (от лат. expressio, «выражение») — течение в европейском искусстве эпохи модернизма, получившее наибольшее развитие в первые десятилетия XX века, преимущественно в Германии и Австрии. Экспрессионизм стремится не столько к воспроизведению действительности, сколько к выражению эмоционального состояния автора. Он представлен во множестве художественных форм, включая живопись, литературу, театр, архитектуру, музыку и танец. Это первое художественное течение, в полной мере проявившее себя в кинематографе.
Экспрессионизм возник как болезненная реакция на уродства цивилизации начала XX века, Первую мировую войну и революционные движения. Поколение, травмированное бойней мировой войны (на которой погибли такие крупные мастера, как Август Макке и Франц Марк), воспринимало действительность крайне субъективно, через призму таких эмоций, как разочарование, тревога и страх. Эстетизму и натурализму старшего поколения они противопоставляли идею непосредственного эмоционального воздействия на публику. Для экспрессионистов превыше всего субъективность творческого акта. Принцип выражения преобладает над изображением. Очень распространены мотивы боли и крика.

## Происхождение термина

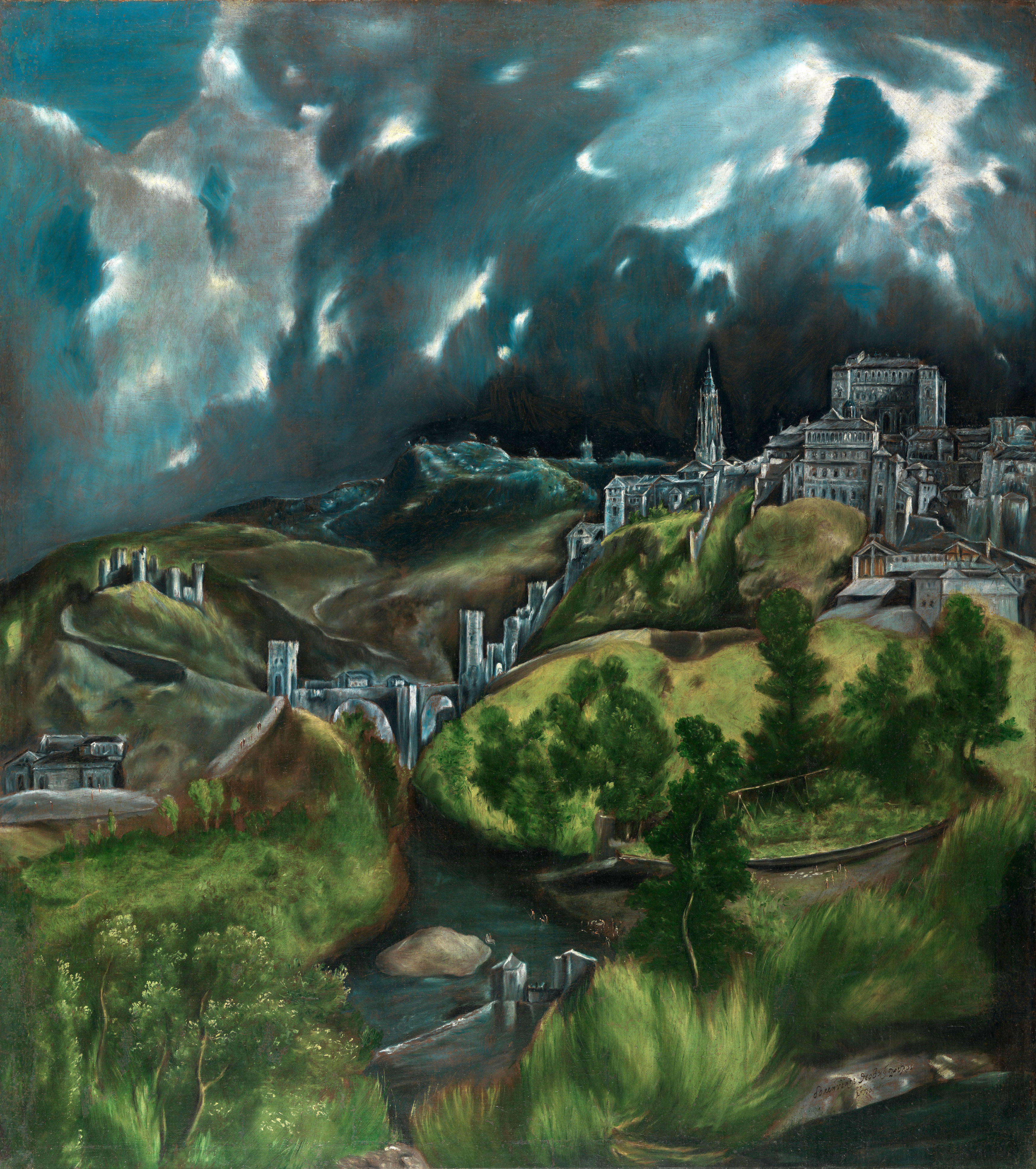
В широком смысле к экспрессионизму могут быть отнесены произведения, в которых художественными способами выражены сильные эмоции, причём само это выражение эмоций становится основной целью создания произведения.

В широком смысле экспрессионистическим можно назвать искусство (вне зависимости от времени его создания), которое ставит перед собой задачу не столько воспроизведения действительности, сколько выражения порождаемых этой действительностью в авторе эмоциональных переживаний — при помощи различных смещений, преувеличений и упрощений. В этом смысле можно говорить об экспрессионизме (предельной эмоциональности, экзальтированности) творчества таких «старых мастеров», как Грюневальд и Эль Греко.
Полагают, что сам термин «экспрессионизм» был введен чешским историком искусств Антонином Матейчеком в 1910 году в противоположность термину «импрессионизм»:

Экспрессионист желает, превыше всего, выразить себя … <Экспрессионист отрицает…> мгновенное впечатление и строит более сложные психические структуры… Впечатления и умственные образы проходят через человеческую душу как через фильтр, который освобождает их от всего наносного, чтобы открыть их чистую сущность <…и> объединяются, сгущаются в более общие формы, типы, которые он <автор> переписывает их через простые формулы и символы.
Обращение немецких писателей и художников начала XX века к хаосу чувств происходило в контексте переоткрытия «дионисийского», иррационального начала искусства, о котором писал Ницше в трактате «Рождение трагедии» (1871).

## Экспрессионизм в живописи
Банальность, уродливость и противоречия современной жизни порождали у экспрессионистов чувства раздражения, отвращения, тревоги и фрустрации, которые они передавали при помощи угловатых, искорёженных линий, быстрых и грубых мазков, кричащего колорита. Предпочтение отдавалось цветам предельно контрастным с тем, чтобы усилить воздействие на зрителя, не оставить его равнодушным. Малопримечательные, на первый взгляд, картины современной уличной жизни получали под кистью экспрессионистов бьющую через край эмоциональную окраску.

## Экспрессионизм в литературе
Под экспрессионизмом применительно к литературе понимают целый комплекс течений и направлений европейской словесности начала XX века, включенных в общие тенденции модернизма. Главным образом литературный экспрессионизм получил распространение в немецкоязычных странах: Германии и Австрии, хотя определённое влияние это направление имело и в сопредельных европейских странах: Польше (Т. Мичинский), Чехословакии (К. Чапек), России (Л. Андреев), Украине (В. Стефаник) и др.
В немецком литературоведении выделяется понятие «экспрессионистского десятилетия» c 1914 по 1924 годы, когда в Германии работали Альфред Дёблин, Готфрид Бенн, Франц Верфель, Иван Голль, Август Штрамм, Альберт Эренштейн, Карл Эйнштейн, Отто Флаке и др. На немецком языке писали также авторы т. н. «пражской школы», которых при всей индивидуальности объединяет интерес к ситуациям абсурдной клаустрофобии, фантастическим сновидениям, галлюцинациям. Среди пражских писателей этой группы — Франц Кафка, Густав Майринк, Лео Перуц, Альфред Кубин, Пауль Адлер.
Предвоенное время (1910—1914) рассматривается как период предэкспрессионизма, связанный с началом деятельности первых экспрессионистских журналов («Der Sturm», «Die Aktion») и клубов («Неопатетическое кабаре», «Кабаре Гну»). Георг Гейм, Георг Тракль и другие авторы того времени не называли себя экспрессионистами; они были причислены к их кругу литературоведами позднейшего времени. Вместо термина «экспрессионизм» в то время оперировали различными дефинициями: «новый пафос» (Эрвин Лёвенсон), «активизм» (Курт Хиллер) и др.

## Экспрессионизм в театре и танце

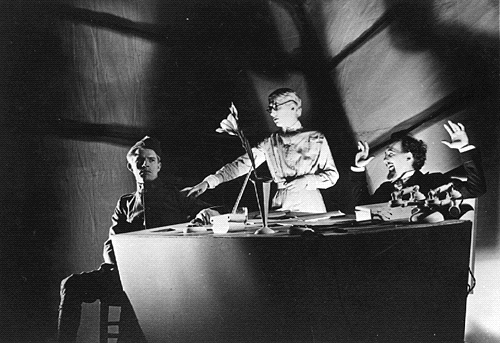
Экспрессионистская постановка в США 1930-х годов

Экспрессионистская драма возникла с опорой на наследие А. Стриндберга и Ф. Ведекинда. Психологизм драматургов предыдущего поколения, как правило, отрицается. Вместо индивидуальностей в пьесах экспрессионистов действуют обобщённые фигуры-символы (например, Мужчина и Женщина). Главный герой зачастую испытывает духовное прозрение и восстаёт против фигуры отца.
К примеру, в пьесе Кокошки «Убийца» (поставлена в 1909) упор сделан не на окружающем мире, а на психическом состоянии индивида, который изливает свою душу в длинных монологах. Его сложные для понимания речи выявляют душевный диссонанс и неспособность найти общий язык со старшими.
Помимо немецкоязычных стран, экспрессионистские драмы были популярны также в США (Юджин О’Нил) и России (пьесы Л. Андреева), где Мейерхольд учил актёров передавать эмоциональные состояния с помощью своего тела — резких движений и характерных жестов (биомеханика).
Той же цели передачи острых эмоциональных состояний танцора через его пластику служит экспрессионистский танец модерн Мэри Вигман (1886—1973) и Пины Бауш (1940—2009). Мир балета с эстетикой экспрессионизма познакомил Вацлав Нижинский; его постановка балета «Весна священная» (1913) обернулась одним из самых грандиозных скандалов в истории сценического искусства.

## Экспрессионизм в кинематографе
Гротескные искажения пространства, стилизованные декорации, психологизация событий, акцент на жестах и мимике — отличительные черты экспрессионистского кинематографа, который расцвёл на студиях Берлина с 1920 по 1925 годы. К числу крупнейших представителей этого движения относят Ф. В. Мурнау, Ф. Ланга, П. Вегенера, П. Лени.
Во второй половине 1920-х на смену экспрессионизму приходит «новая вещественность», представленная, в частности, фильмами Г. В. Пабста. Однако даже на исходе веймарского периода Фриц Ланг ставит крупнобюджетные фильмы, рассчитанные на самую широкую публику и содержащие, хотя и в «разбавленном» виде, основные элементы экспрессионистской эстетики, — «Метрополис», «Город ищет убийцу», «Завещание доктора Мабузе».
После прихода власти нацистов в 1933 году многие кинематографисты экспрессионистского направления, включая Ланга, перебрались в Голливуд, где внесли весомый вклад в формирование американских жанров фильма ужасов и фильма-нуар.

## Экспрессионизм в архитектуре
В конце 1910-х и начале 1920-х гг. архитекторы северогерманской кирпичной и Амстердамской групп использовали для самовыражения новые технические возможности, которые им предоставляли такие материалы, как усовершенствованный кирпич, сталь и стекло. Архитектурные формы уподоблялись объектам неживой природы; в отдельных биоморфных конструкциях той эпохи видят зародыш архитектурной бионики.
Ввиду тяжёлого финансового состояния послевоенной Германии самые смелые проекты экспрессионистских сооружений, впрочем, остались невоплощёнными. Вместо строительства реальных зданий архитекторам приходилось довольствоваться разработкой временных павильонов для выставок, а также декораций театральных и кинематографических постановок.
Век экспрессионизма в Германии и сопредельных странах был краток. После 1925 г. ведущие архитекторы, включая В. Гропиуса и Э. Мендельсона, начинают отказываться от всяких декоративных элементов и рационализировать архитектурное пространство в русле «новой вещественности» (см. Баухаус).

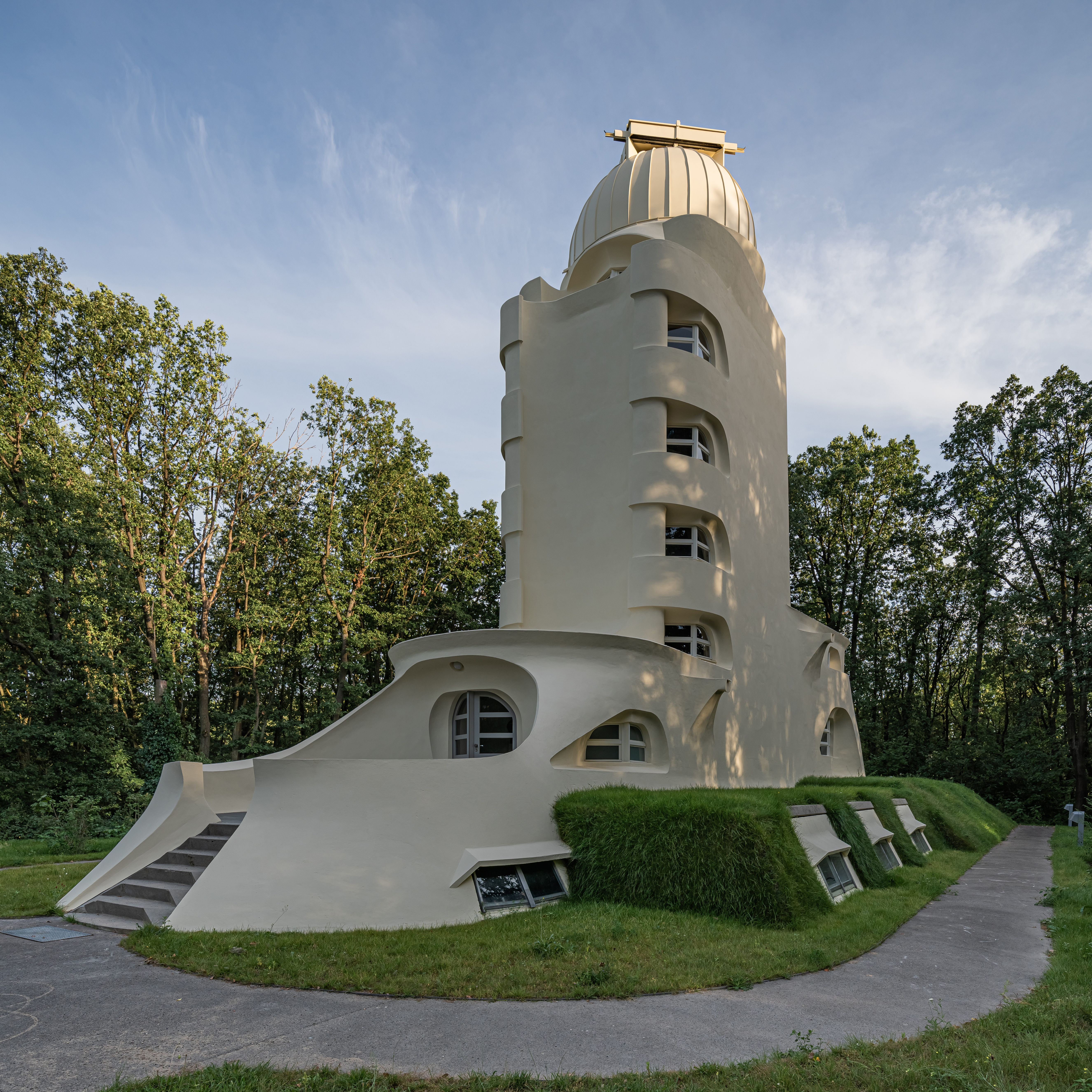
Башня Эйнштейна в Потсдаме
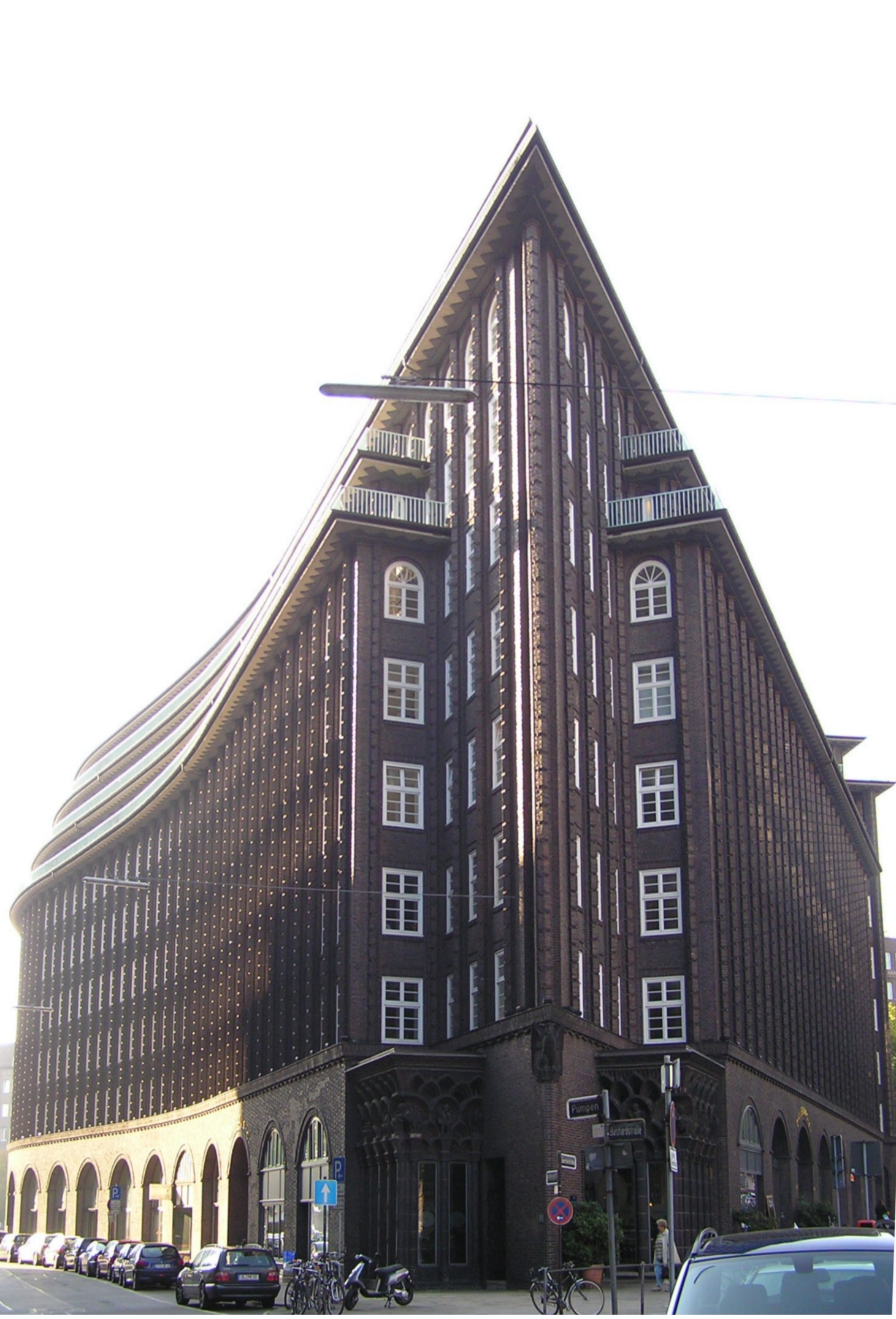
Чилихаус в Гамбурге
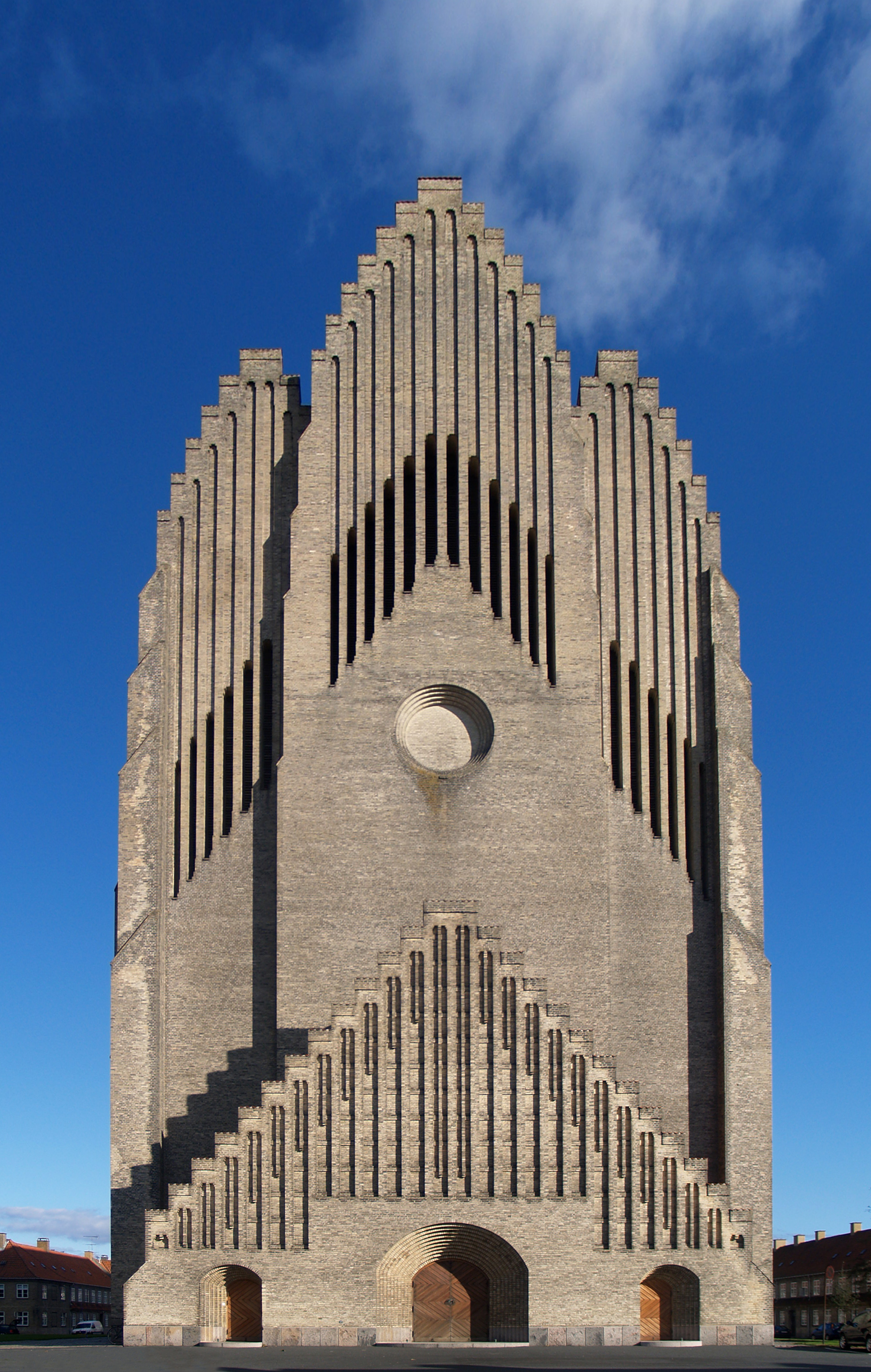
Церковь Грундтвига (Копенгаген)
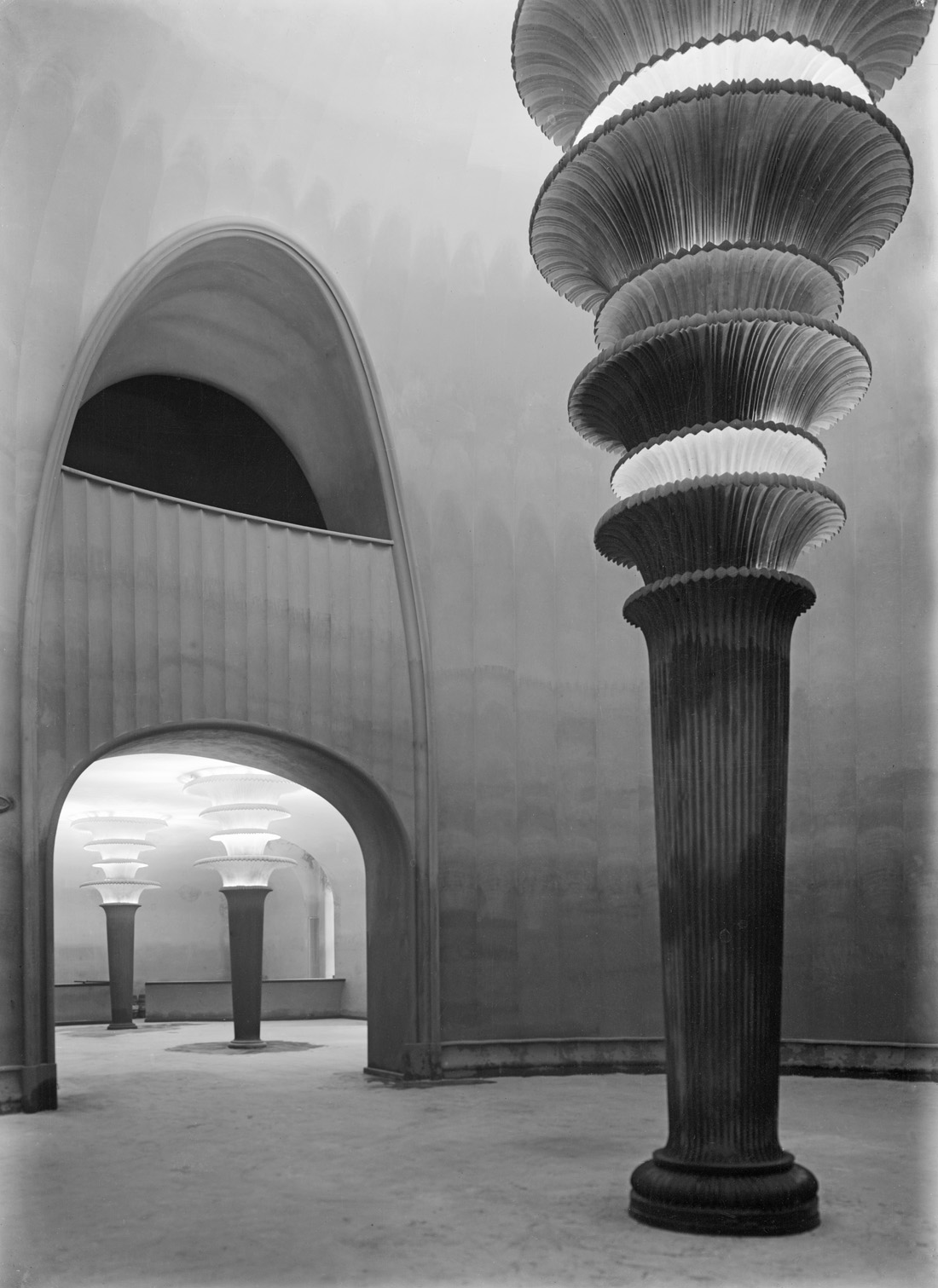
Большой Шаушпильхаус (Берлин)
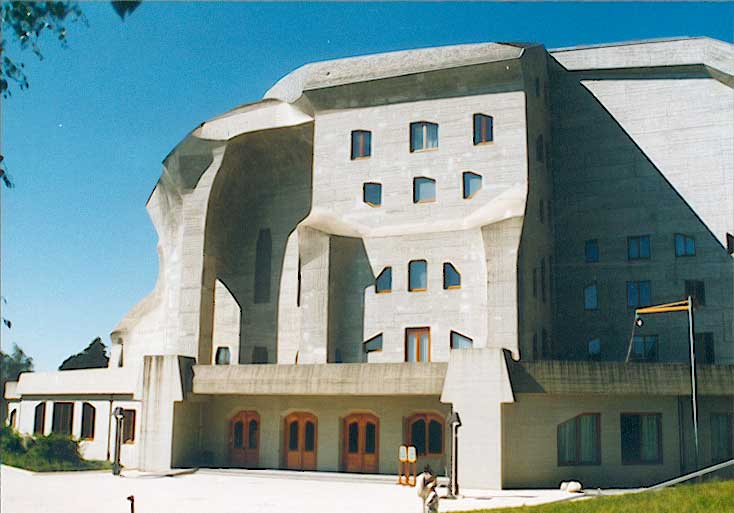
Гётеанум Р. Штейнера

Экспрессионистское направление в архитектуре возрождается в послевоенный период под названием структурного экспрессионизма. Грандиозные объекты неоэкспрессионистской архитектуры разбросаны по всему миру — от Нью-Йорка (TWA Flight Center в аэропорту им. Кеннеди, арх. Эро Сааринен) до Австралии (Сиднейский оперный театр, арх. Йорн Утзон).

## Экспрессионизм в музыке
Чаще всего о музыкальном экспрессионизме говорят применительно к композиторам Новой венской школы во главе с Арнольдом Шёнбергом. Любопытно, что с 1911 года Шёнберг состоял в переписке с В. Кандинским — идеологом экспрессионистской группы «Синий всадник». Они обменивались не только письмами, но также статьями и картинами. Двух мастеров сближало понимание того, что искусство проистекает из «объективной необходимости», которая не может быть объяснена словами. Музыка экспрессионистов воплотила в себе трагическое видение мира, порождённое столкновением высоких духовных устремлений с реалиями мировых войн. Её влияние чувствуется в произведениях крупнейших композиторов современности, как, например, А. Шнитке.

### Альбомы, монографии, сборники статей
- Русский авангард 1910—1920-х годов и проблема экспрессионизма / Отв. ред. Г. Ф. Коваленко; Государственный институт искусствознания Министерства культуры РФ. — М.: Наука, 2003. — (Искусство авангарда 1910—1920-х годов). — 1500 экз. — ISBN 5-02-006374-6.
- Пестова Н. В. Немецкий литературный экспрессионизм: Учебное пособие по зарубежной литературе: первая четверть XX века / Уральский государственный педагогический институт. — Екатеринбург: [Б. и.], 2004. — 336 с. — 500 экз. — ISBN 5-7186-0021-X.
- Вольф, Норберт. Экспрессионизм = Expressionismus / Ред. Ута Грозеник. — М.: Taschen, Арт-родник, 2006. — 96 с. — 3000 экз. — ISBN 5-9561-0170-9.
- Терёхина В. Н. Экспрессионизм в русской литературе первой трети XX века: Генезис. Историко-культурный контекст. Поэтика. — М.: ИМЛИ РАН, 2009. — 320 с. — 800 экз. — ISBN 978-5-9208-0315-3.
- Пестова Н. В. Случайный гость из готики: русский, австрийский и немецкий экспрессионизм: Монография / Уральский государственный педагогический институт. — Екатеринбург: [Б. и.], 2009. — 297 с. — 200 экз. — ISBN 978-5-7186-0407-8.

### Энциклопедии, словари
- Экспрессионизм // Краткий словарь терминов изобразительного искусства / Под общей редакцией Г. Г. Обухова. — М.: Советский художник, 1961. — С. 186—187. — 190 с. — 15 000 экз.
- Ришар Лионель[англ.]. Энциклопедия экспрессионизма: Живопись и графика. Скульптура. Архитектура. Литература. Драматургия. Театр. Кино. Музыка = Encyclopédie de l'Expressionnisme: Peinture et Gravure. Sculpture. Architecture. Littérature. La Scène expressionniste. Théâtre. Cinéma. Musique / Науч. ред. и авт. послесл. В. М. Толмачёв. — М.: Республика, 2003. — 432 с. — 5000 экз. — ISBN 5-250-01846-7.
- Энциклопедический словарь экспрессионизма / Гл. ред. П. М. Топер. — М.: ИМЛИ РАН, 2008. — 736 с. — 1500 экз. — ISBN 978-5-9208-0287-3.
- Экспрессионизм : [арх. 3 декабря 2022] / Н. С. Павлова (литература), Е. И. Струтинская (театр), С. А. Филиппов (кино) // Шервуд — Яя [Электронный ресурс]. — 2017. — С. 286—288. — (Большая российская энциклопедия : [в 35 т.] / гл. ред. Ю. С. Осипов ; 2004—2017, т. 35). — ISBN 978-5-85270-373-6.
- К.Косенкова Архитектурные утопии немецкого экспрессионизма
- Кинематограф. Страшные сны немецкого экспрессионизма. А. Истомина